# Malaltia cerebrovascular
Les malalties cerebrovasculars inclouen una varietat de trastorns mèdics que afecten els vasos sanguinis del cervell (la circulació cerebral). Les artèries que subministren oxigen i nutrients al cervell sovint es danyen o es deformen amb aquests trastorns. La presentació més freqüent de les malalties cerebrovasculars és un ictus isquèmic o un accident isquèmic transitori i, de vegades, un ictus hemorràgic. La hipertensió arterial és el factor de risc més important que contribueix a l'ictus i les malalties cerebrovasculars, ja que pot canviar l'estructura dels vasos sanguinis i donar lloc a ateroesclerosi. L'ateroesclerosi estreny els vasos sanguinis al cervell, donant lloc a una disminució de la perfusió cerebral. Altres factors de risc que contribueixen a l'ictus són el tabaquisme i la diabetis. Les artèries cerebrals estretes poden provocar un ictus isquèmic, però una pressió arterial elevada contínuament també pot provocar una ruptura dels vasos, provocant un ictus hemorràgic.
Un ictus sol ser d'inici brusc amb un dèficit neurològic - com ara l'hemiplegia (debilitat unilateral), la parèsia, l'afàsia (deteriorament del llenguatge) o l'atàxia (pèrdua de coordinació) - atribuïble a una lesió vascular focal. Els símptomes neurològics es manifesten en pocs segons perquè les neurones necessiten un subministrament continu de nutrients, inclosos la glucosa i l'oxigen, que proporcionen la sang. Per tant, si el subministrament de sang al cervell queda impedit, fallida energètica i les lesions són ràpides.
A més de la hipertensió, també hi ha moltes causes menys comunes de malalties cerebrovasculars, incloent-hi aquelles que són congènites o idiopàtiques i inclouen CADASIL, aneurismes, angiopatia amiloide, malformacions arteriovenoses, fístules i disseccions arterials. Moltes d'aquestes malalties poden ser asimptomàtiques fins que es produeixi un esdeveniment agut, com un ictus. Les malalties cerebrovasculars també poden presentar-se menys sovint amb cefalea o convulsions. Alguna d'aquestes malalties poden donar lloc a una demència vascular a causa d'un dany isquèmic al cervell.